# هورامان تخت (سروآباد)
هورامان تخت یا اورامان تخت (به کردی: هه‌ورامان تخت) شهری در بخش اورامان شهرستان سروآباد در استان کردستان ایران است. این شهر در منطقه هورامان واقع شده‌است.

## نام
نام این شهر در اسناد دولتی اورامان ثبت شده‌است. اما مردم این شهر و مناطق اطراف همگی آن را با نام هورامان می‌شناسند. این مسئله در سال‌های اخیر به معضلی برای شناسایی این شهر و کل منطقهٔ هورامان تبدیل شده‌است. به گفتهٔ مسئول اداره میراث فرهنگی، صنایع دستی و گردشگری سروآباد در استان کردستان این تحریف نام به دلیل اشتباه شورای دهیاری روستا در نامه‌ای به وزارت کشور بوده که در آن نام روستا به غلط اورامان نوشته شده‌است. پس از تبدیل روستا به شهر نیز همین نام تحریف‌شده بر روی شهر جدید گذاشته‌شد. هم‌اکنون در بخشی از منطقهٔ هورامان که در استان کرمانشاه قرار دارد در تابلوها و اسناد دولتی از کلمهٔ هورامان و در استان کردستان به سبب این اشتباه از نام اورامان استفاده می‌شود که هیچ معنایی در زبان‌های فارسی و کردی ندارد.

### وجه تسمیه
یکی از گمانه‌های رایج دربارهٔ نام هورامان این است که واژهٔ «هورامان» یا «اورامان»، از دو بخش «هورا» به‌معنی «اهورا» و «مان» به‌معنی خانه، جایگاه و سرزمین تشکیل شده‌است؛ و گفته می‌شود که هورامان به‌معنی «سرزمین اهورایی» و «جایگاه اهورامزدا» است. «هور» همچنین در اوستا به‌معنی خورشید آمده و هورامان «جایگاه خورشید» نیز معنا می‌دهد.
برخی هم که سن‌وسال بیش‌تری دارند می‌گویند در تاریخ قومی به نام اور به منطقه حمله کرده‌اند و مردم هم ندای «اور! امان!» را سر داده‌اند که با گذر زمان تبدیل شده‌است به هورامان. عده‌ای دیگر هم می‌گویند این واژه به معنی آمدن ابر است؛ و جدیداً هم به لحاظ واژه‌ای به معنی برجسته است.
شهرهای مهم هورامی‌کردستان عراق:شهرها و روستاهای هورامی در کردستان عراق
ته ویله: واقع در شمال شرقی شوشمه و نوسود
پالانیا: واقع در شمال شوشمه و نوسود
سو سه کان: واقع در غرب ته ویله
ده ره تفی: واقع در غرب سو سه کان
به لخه: روستای بزرگی واقع در شمال غربی ته ویله
ده ر گا شیخان: واقع در شمال به لخه
بیاره: واقع در شمال ده ر گا شیخان و غرب هانه گه رمه له
ده ره قه یسه ر: واقع در غرب بیاره
خه ریانی: واقع در غرب بیاره
خه ر گیلان: تقریباً واقع در شمال غربی بیاره
زه رده هال یا بنجه دری: واقع در شمال شرقی بیاره
نارنجله: واقع در شمال بیاره
گولپ: واقع در شمال بیاره
باخه کون: واقع در شمال بیاره
گه چینه: واقع در شمال غربی که یمنه و شرق باخه کون
سه ر گه ت: واقع در شمال که یمنه
هانهٔ دن: واقع در شمال که یمنه
ده رهٔ مه ر: واقع در جنوب ده رکی ایران
زه لم: واقع در غرب دزلی
ها نهٔ قول: واقع در جنوب غربی دزلی
ئیلانپی: واقع در شمال غربی دزلی
احمد ئاوا: واقع در غرب زه لم
ناحیه هورامان کوهستانی و پر برف و باران است. میزان بارندگی سالیانه حدود ۸۰۰–۹۰۰ میلی‌متر می‌باشد. بخش اعظم این بارش به صورت برف و در قلل و دامنه کوه‌ها صورت می‌گیرد.

## جغرافیا
هورامان تخت، از غرب با عراق، از شمال با سروآباد و از جنوب با استان کرمانشاه محدود می‌شود و جاده‌ای به طول ۶۵ کیلومتر آن را به شهر سروآباد متصل می‌نماید.
این شهر در دره‌ای شرقی- غربی و در شیب تندی روبه روی کوه «تخت» واقع شده‌است. خانه‌های شهر به‌طور کلی از سنگ و اغلب به صورت خشکه چین و به صورت پلکانی ساخته شده‌است که به همین دلیل آن را «هزار ماسوله» نیز می‌نامند. بنا به اعتقاد مردم منطقه هورامان زمانی شهری بزرگ بود و مرکزیتی خاص داشت و به همین خاطر از آن به عنوان تخت یا مرکز (حکومت) ناحیه هورامان یاد می‌کردند. مراسم پیر شالیار در این شهر بسیار معروف است.
مردم هورامان‌تخت به هورامی (هورامی یا اورامانی) سخن می‌گویند که یکی از گویش‌های گورانی و زیر مجموعهٔ گویش‌های ایرانی شمالغربی است. هورامی در گذشته زبان کتابت به‌شمار می‌آمده و لهجه رسمی بوده‌است. مردم هورامان تخت مسلمان و سنی مذهب هستند، با این وجود آیین‌های باستانی ایرانی هنوز در حافظه تاریخی برخاسته از نیاکان مردم این منطقه، جای دارد و آن را پاس می‌دارند.

## مردمان ساکن در این شهر و پیشینه سکونت انسانی
ساکنین این روستا هورامی هستند اما طبق تحقیقات بسیاری من جمله کتاب تاریخ کرد و کردستان مردوخ؛ ساکنین قدیمی این روستا و روستاها و مناطق همجوار ابتدا مردمانی به نام کرته یا کرتو بوده‌است که اطلاع چندانی از آن‌ها در دست نیست و بعدها در حدود هزاره اول قبل از میلاد به مرور سکونت گاه دسته ای از مردم ایل گوان قدیم که این مردم گوران قدیم در زمره اجداد مردم هورامی کنونی هستند که در حدود هزاره اول قبل از میلاد ساکن شمال ایران تا نزدیکی کابل بوده‌اند که در زمان ساسانیان و به خصوص توسط شاپور یکم هنگام بستن بند شوشتر چند هزار تن از این طایفه را از کابل به خوزستان احضار کرد که بعدها با ازدیاد جمعیت در خوزستان و فارس تا لرستان پراکنده گشتند که به مرور زمان در کنار ایلات و عشایر لرستان استقرار یافته و به مرور زمان از جنوب کرمانشاه تا جنوب کردستان پراکنده گشتند و در اواخر دوره ساسانی به مرور زمان یکجانشین شدند که بعدها به آن‌ها هورامی و به سرزمینی که در آن ساکن گردیدند هورامان اطلاق گردید زبان (ههۆرامی) شباهت بسیار زیادی به زبان متن کتاب اوستا دارد.

## طبیعت
آب و هوای معتدل کوهستانی و وجود چشمه‌های فراوان، چراگاه‌های مرغوبی را در دامنه کوه‌های هورامان به وجود آورده که باعث شده دامداری در کنار باغداری پیشه اصلی مردم این دیار باشد. در این ناحیه گونه‌های جانوری و گیاهی متعدد و بسیاری مشاهده می‌شود از جمله سنجاب ایرانی، درختان: وون، تنگز، میلو، شرو، بلوط، پسته وحشی، گردو، توت، گلابی، انجیر، انار و … گیاهان: ریواس، پیچک، کرس، بنا، هاز، شنگ، به‌ره‌زا، هاله کوک، ترشکه، ته‌ره‌ژه‌ره‌ژا، قازیاخه، گیلاخه، نرمیله، ده‌مه‌رواسله، بنا شوانه، کنگر، سپل، سیدران، گوزروانه، لو، زرده لو، چنور، سیاولو، که‌ما، قومامه، توسی و شب بو ،نرگس و گل میخک آب وهوای هورامان همانند سایر مناطق کوهستانی استان کردستان در فصل‌های مختلف سال جذابیت‌های خاص خود را دارد و در هر فصلی برای دیدن ارزش دارد و در فصل مناظری زیبا دارد برای دیدن
مطمئناً سفر به هورامان منهای هزینه‌های سفر که طبیعی هستند منفعت‌هایی را برای انسان دارد
طبیعت زیبای هورامان و کوه‌های آن و رودخانهٔ سیروان که در نزدیکی هورامان جریان دارد و سدهایی که در هوالی آبگیری شده‌اند قطعاً ارزش یک بار دیدن را دارند.

## پوشاک
مردان هورامانی چوخه، پانتول، ملکی شال، دستار، فرنجی و کله بال و زنان آن جانی، کلنجه، شال، کلاه و کلله می‌پوشند. انواع این لباس‌ها با زیورآلات مختلف تزئین شده‌اند و رنگارنگ هستند. پیش از ورود پارچه و کفش‌های خارجی و سایر منسوجات داخلی به استان کردستان، بیشتر پارچه‌ها و پای‌افزار مورد نیاز آن‌ها توسط بافندگان و دوزندگان محلی بافته و ساخته می‌شده که با تعداد محدود هنوز رواج دارد (انواع لباس؛ رانه چوخه و فرنجی). از دیگر صنایع دستی رایج در هورامان می‌توان گلیم، سجاده، نمد، سبد، گیوه (کلاش)، ظروف چوبی و …

## خوراک
قارچ، کرفس، کنگر، ریواس، خوژه، پنیر، شیر، عسل، گردو، انجیر، و انگور مواد غذایی این منطقه را تشکیل می‌دهند. پلو، آش دوغ (دوغه‌وا)، ساوار، گردول، ترخینه، دوختن یا آش گزنه، هتیمچه با گوشت گوسفند، شدروا، گرما، رشته پلو، رشته رون یک آبه، پرشین، کلانه، خورش خلال بادام و انواع کبابهای محلی از غذاهای هورامان است.

## پیر شالیار
هر سال دو بار در نیمه بهار و نیمه زمستان مراسمی به نام «مراسم پیر شالیار» در هورامان تخت برگزار شده و عروسی «پیر شالیار» را در سه روز جشن می‌گیرند. مقبره پیر شالیار که از مبلغان دین اسلام در منطقه بوده‌است در شهر هورامان تخت واقع شده‌است. این مراسم شامل ذبح دام قربانی، دف‌زنی، نوعی رقص (ذکر دراویش)، خوردن آش مخصوص (هولوشینه Holloshineh)، شب‌نشینی و خواندن شعر و دعا است که نزدیک به هزار سال است برگزار می‌شود. البته از قدیم چون مردم این منطقه پیرو آیین زرتشت بوده‌اند این مراسم باستانی تشابهاتی با آیین‌های زرتشتیان دارد.
بر طبق باور مردمان این ناحیه (سید مصطفی (ملقب به پیرشالیار) از اولیای خدا و شخصیت بزرگی بوده‌است. پیرشالیار از پیروان مذهب شافعی و مرید و مورد احترام عبدالقادر گیلانی می‌باشد. سالانه تعداد زیادی از دوستداران پیرشالیار برای زیارت وی به این مکان سفر می‌کنند.